# Curtis Harding
Curtis Harding (* 11. Juni 1979 in Saginaw, Michigan) ist ein US-amerikanischer Soulmusiker. Seit 2014 ist er mit seinen Soloalben vor allem in Europa erfolgreich.

## Biografie
Curtis Harding wuchs in der kleinen Industriestadt Saginaw im Norden der USA auf. Seine Mutter, eine professionelle Gospelsängerin, brachte ihn schon in der Kindheit mit auf die Bühne. Später ging er nach Georgia und über seine Verbindung zu OutKast und CeeLo Green gelang ihm der Zugang zum Musikgeschäft. Um 2000 herum trat er erstmals als Backgroundsänger in Erscheinung, in den 2000er Jahren war er bei Green an der Produktion zweier Alben unter anderem auch als Mitautor beteiligt.
2011 traf er mit dem Gitarristen Cole Alexander der Black Lips zusammen und ihr gemeinsames Interesse an Southern Soul führte zum Projekt Night Sun, das zwei Jahre später die Single No Pressure herausbrachte. Hardings Gesang gefiel dem Label Burger Records so gut, dass sie ihm einen Solovertrag anboten und 2014 sein Debütalbum Soul Power veröffentlichten. Trotz überzeugender Kritiken blieb der Erfolg in den USA überschaubar. In Europa in Frankreich und den Niederlanden schaffte er es damit allerdings sogar in die Charts.
Er wechselte zum Indie-Label Anti- und ließ 2017 das Album Face Your Fear folgen. Es entstand in wesentlicher Zusammenarbeit mit Sam Cohen von Apollo Sunshine. Außerdem ging er als Support von Lenny Kravitz und Jack White auf Tour. Mit Songs wie On and On und Need Your Love schaffte er es in seiner Heimat ins Radio und das Album erreichte immerhin die Heatseekers Charts. Erfolgreicher war er aber erneut in Europa, wo er diesmal auch in die Schweizer Hitparade einstieg.
Album Nummer drei mit dem Titel If Words Were Flowers erschien im November 2021. In den USA fehlte die Unterstützung durch Auftritte, weil die COVID-19-Pandemie zwei Jahre lang öffentliche Großveranstaltungen erschwerte. In Europa dagegen wurde es sein erfolgreichstes Album mit einer Chartplatzierung auch in Deutschland.

## Diskografie
Alben
- Soul Power (2014)
- Face Your Fear (2017)
- If Words Were Flowers (2021)

Lieder
- Keep On Shining (2014)
- Next Time (2014)
- On and On (2017)
- Wednesday Morning Atonement (2017)
- Need Your Love (2017)
- Go As You Are (2017)
- It’s Not Over (2018)
- Hopeful (2021)
- I Won’t Let You Down (2021)

## Auszeichnungen für Musikverkäufe
| Goldene Schallplatte - Frankreich - 2022: für die Single Need Your Love |

| Land/RegionAuszeichnungen für Musikverkäufe (Land/Region, Auszeichnungen, Verkäufe, Quellen) | Gold  | Platin | Verkäufe | Quellen         |
| -------------------------------------------------------------------------------------------- | ----- | ------ | -------- | --------------- |
| Frankreich (SNEP)                                                                            | Gold1 | —      | 100.000  | snepmusique.com |
| Insgesamt                                                                                    | Gold1 | —      |          |                 |